# Saint-Pierre-Saint-Jean
 Saint-Pierre-Saint-Jean  là một xã ở tỉnh Ardèche, vùng Rhône-Alpes ở đông nam nước Pháp.